# Hibaldstow
Hibaldstow är en ort och civil parish i Storbritannien.   Den ligger i kommunen North Lincolnshire och riksdelen England, i den sydöstra delen av landet, 220 km norr om huvudstaden London. Hibaldstow ligger 10 meter över havet och antalet invånare är 1 809.
Terrängen runt Hibaldstow är platt. Runt Hibaldstow är det ganska tätbefolkat, med 70 invånare per kvadratkilometer. Närmaste större samhälle är Scunthorpe, 11,6 km nordväst om Hibaldstow. Trakten runt Hibaldstow består till största delen av jordbruksmark.